# Gilderico
Gilderico (em latim: Gilderichus) foi um oficial bizantino do século VI, ativo no reinado do imperador Justiniano (r. 527–565). Em 527/8, foi um dos três comandantes enviados pelo imperador para Lázica (os demais eram Ireneu de Antioquia e Cérico) para auxiliar o rei Tzácio I contra a Pérsia. Brigaram entre si e foram derrotados e demitidos. Seu nome foi substituído em fontes posteriores pelo do general Belisário. O ofício deles é incerto, mas é provável que foram mestres vacantes dos soldados.